# Stanisław Brzozowski
Stanisław Brzozowski (28. června 1878, Maziarnia u Chełmu – 30. dubna 1911, Florencie, Itálie) byl polský literární kritik, publicista, prozaik a dramatik, jeden z představitelů období tzv. Mladého Polska.

## Život
V letech 1888–1896 vystudoval gymnázium v městech Lublin a Niemirów a pak začal studovat na přírodovědecké fakultě Varšavské univerzity. Roku 1897 byl z univerzity vyloučen pro účast na demonstracích. O rok později byl zatčen za členství v tajném spolku Towarzystwo Oświatowe (Sdružení lidové osvěty) a ve vězení onemocněl tuberkulózou. Živil se pak literární kritikou a psaním brožur, ve kterých popularizoval vědecké poznatky.
V letech 1902–1905 spolupracoval s varšavským časopisem Głos, ve kterém vedl roku 1903 kampaň proti Henrykovi Sienkiewiczovi jako představiteli konzervativní šlechtické kultury, která nesplňovala jeho představy o společenské funkci literatury, a roku 1904 proti estetickým názorům Zenona Przesmyckého propagujícího umění pro umění.
Od roku 1907 žil a léčil se ve Florencii. Roku 1908 byl označen za agenta – provokatéra ruské tajné policie Ochranka (Oddělení pro ochranu pořádku a veřejné bezpečnosti). Na jeho obhajobu vystoupili významní kritici Karol Irzykowski a Ostap Ortwin. Případ zůstal nevyřešen.
Zemřel roku 1911 ve Florencii a je zde pochován na hřbitově Cimitero di Trespiano.

## Filosofické názory

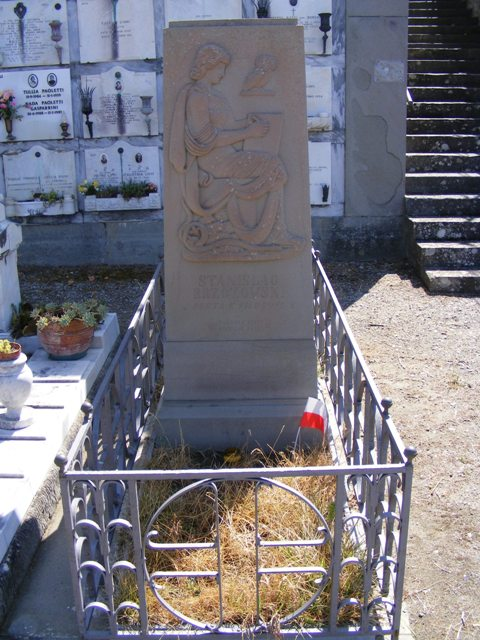
Brzozowského hrob ve Florencii

Brzozowski patří k nejvýznamnějším polským literárním kritikům. Usiloval o nový model celonárodní kultury, podílející se na vytváření nové společnosti. Jeho kritiky a studie se týkají literatury, filosofie, sociologie i sociální psychologie.
Brzowského filosofické názory ale procházely změnami. Vyšel z Nietzscheho individualismu, přes ruské revoluční demokraty se dostal k marxismu a k Sorelovu syndikalismu, aby nakonec zastával myšlenky katolického modernismu. Teorii třídního boje nahradil vlastní filosofií činu a filosofií práce a svobody, práci považoval za hlavní formu kontaktu člověka se světem. Odsuzoval ideový konformismus a neustálé rozmělňování velkých romantických vzorů teatrálním sentimentalismem. V tomto smyslu kritizoval představitele Mladého Polska.

## Výběrová bibliografie
- Pod ciężarem Boga (1901, Pod břemenem Boha), román.
- Mocarz (1903, Mocnář), divadelní hra
- Milczenie (1903, Mlčení), divadelní hra
- Filozofia czynu (1903, Filosofie činu), studie.
- Wiry (1904, Víry), román.
- Współczesna powieść polska (1906, Současný polský román), studie.
- Kultura i życie (1907, Kultura a život), studie.
- Współczesna krytyka literacka w Polsce (1907, Současná polská literární kritika), studie.
- Płomienie (1908, Plameny), dvoudílný historický román zobrazující boj ruských i polských narodniků a revolucionářů proti carismu.
- Legenda Młodej Polski (1909, Legenda Mladého Polska), studie s kritikou některých estetických názorů představitelů Mladého Polska.
- Idee (1910, Myšlenky), studie, úvod do filosofie historické zralosti.
- Sam wśród ludzi (1911, Sám mezi lidmí), román zamýšlející se nad charakterem polské kultury ve 30. a 40. letech 19. století, první část zamýšleného cyklu.
- Głosy wśród nocy (1912, Hlasy uprostřed noci), studie,
- Pamiętnik (1913, Deník), posmrtně vydaný autorův deník, který si psal v letech 1910-1991 a který je důkazem jeho myšlenkového přechodu ke katolického modernismu.
- Widma moich współczesnych (1914, Přízraky mých současníků), posmrtně vydané fiktivní satirické portréty.
- Książka o starej kobiecie (1914, Kniha o staré ženě), posmrtně vydaný fragment románu.

## Česká vydání
- Plameny, Praha: Československý spisovatel 1950, přeložila Helena Teigová, verše přeložil Jaroslav Závada.